# Селігер
Селіге́р (рос. Селигер, д.-рус. Серегѣръ) — озеро в Росії, на Валдайській височині (у сточищі Волги); 212 км², глибина до 24 м.

## Географія і гідрографія
Площа озера 260 км², близько 38 км² її припадає на острови (їх на Селігері понад 160). Найбільший — Хачин, другий за розміром — Городомля. Площа всього басейну — 2275 км².
Селігер приймає 110 приток (найбільші — річки Крапівенка, Сорога і Серемуха), а з нього витікає лише одна річка Селіжаровка. Озеро, що розташоване на висоті 205 метрів над рівнем моря, має льодовикове походження. Цим пояснюється його своєрідна форма — це не озеро в звичному понятті, а швидше ланцюжок озер, що протягнулися з півночі на південь на 100 км і пов'язаних між собою короткими вузькими протоками. Ці окремі частини озера називаються «плесами» (рос. плёсы).
На Селігері налічується 24 плеса, найбільші — Полновське, Осташковське, Кравотинське, Селіжаровське, Троїцьке, Сосницьке, Нижньокотицьке і Березовське. Окремі частини озера носять самостійні назви: озера Вясцо, Величко, Серемо, Глибоке, Довге, Святе, Сватиця тощо.
Вода в Селігері дуже прозора, прозорість досягає 5 метрів.
На березі південної частини озера Селігер розташовано місто Осташков — районний центр Осташковського району.

## Історія
Перші згадки про Селігер зустрічаються в руських літописах 12-13 століть. В ті часи озеро, що називалося частіше Серегір, входило до складу жвавих новгородських шляхів. Ці пересування по Селігеру перш за все і відображені в літописах. Так, в 1199 році, по дорозі з міста Новгород у Владимир на Селігері помер новгородський архієпископ Меркурій. Під 1216 роком збереглася звістка, що новгородці «ходили Серегером на верх рѣки Волга».

## Назва
Озеро Селігер у формі Серегѣръ з'являється руських літописах в XII—XIII століттях.
Гідронім має, скоріше за все, прибалтійсько-фінське походження, але його етимологічне значення залишається спірним. О. Л. Погодін, а також О. І. Попов пов'язували назву з фін. Selkäjärvi («високо розташоване озеро»). Я. Каліма і М. Фасмер виводять гідронім від фін. Särkijärvi («плотвяне озеро»). При цьому обидві версії взаємовиключні і мають певні фонетичні труднощі. Проблема етимології озера Селігер залишається дискусійною ще внаслідок наявності як прибалтійсько-фінської, так і балтійської гідронімії в регіоні і складності їх розрізнення.

## Культура

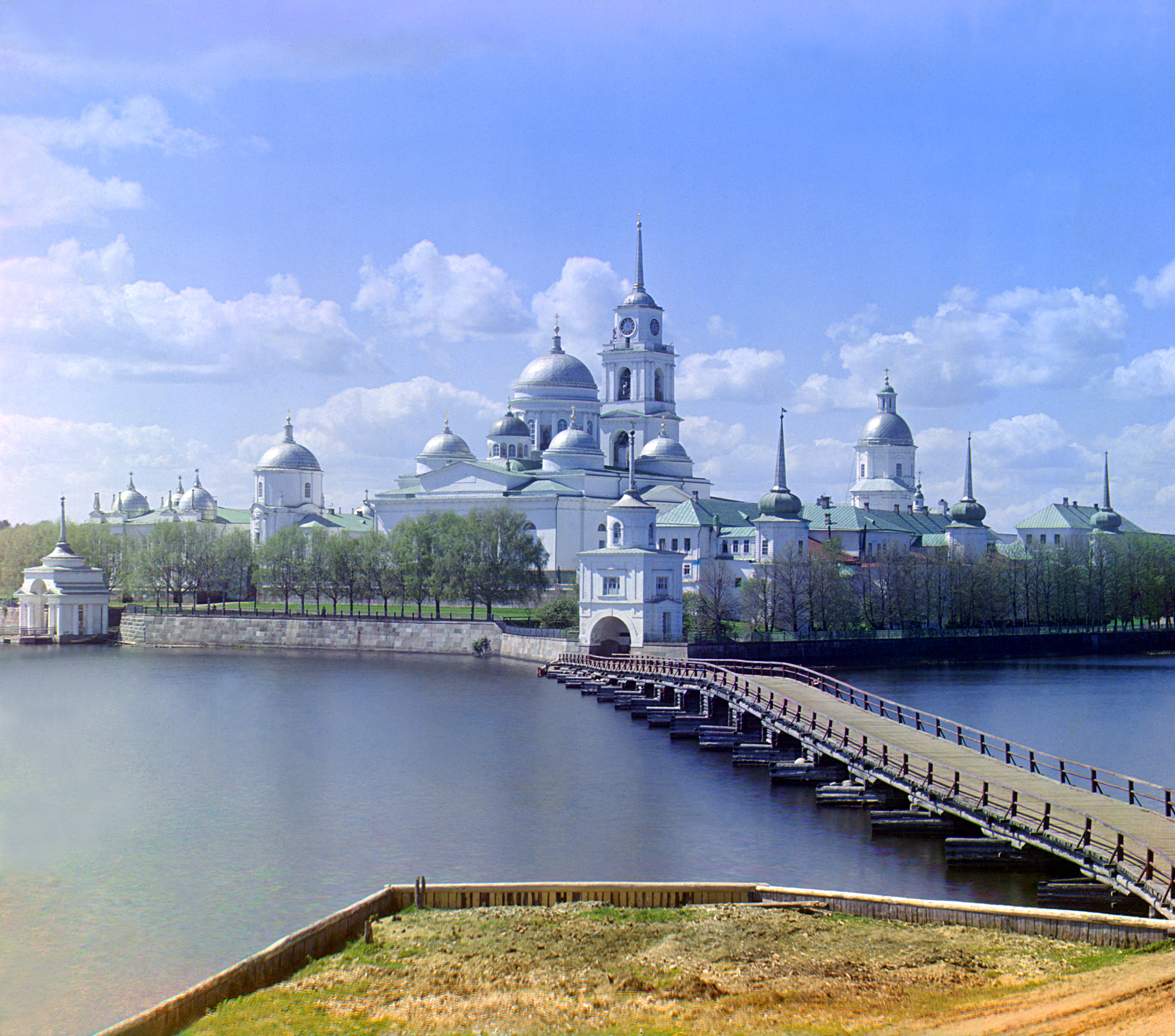
Монастир Нилова Пустинь
Комп'ютерна обробка фото 1910 року С. М. Прокудіна-Горського

На озері, на острові Столбний розташований монастир Нилова Пустинь, заснований на честь Нила Столбенського.

## Флора і фауна
У Селігері мешкає близько 30 видів риб (промислове значення мають снеток, лящ, щука, судак, минь, ряпушка, в'язь), ведуться роботи з акліматизації вугра, пеляді, коропа.
В околицях Селігера збереглися такі ссавці, як лось, свиня дика, ведмідь бурий, вовк, лисиця руда, заєць, вивірка лісова, куниця лісова, бобер європейський, різноманітні кажани. Тут акліматизовано єнота уссурійського.
З птахів є чапля, журавель сірий, качка, мартин, рябчик, сорока, дятел.

## Судноплавство
Селігер — судноплавне озеро. Пасажирські перевезення здійснюються суднами типів «Москва», «Москвич», МО та інших. В Осташкові є річковий вокзал, на багатьох островах є пристані.
Також на озері діють поромні переправи.

## Туризм
Селігер — популярне місце автомобільного, водного, велосипедного туризму. Є численні бази відпочинку та ін.

## Форум

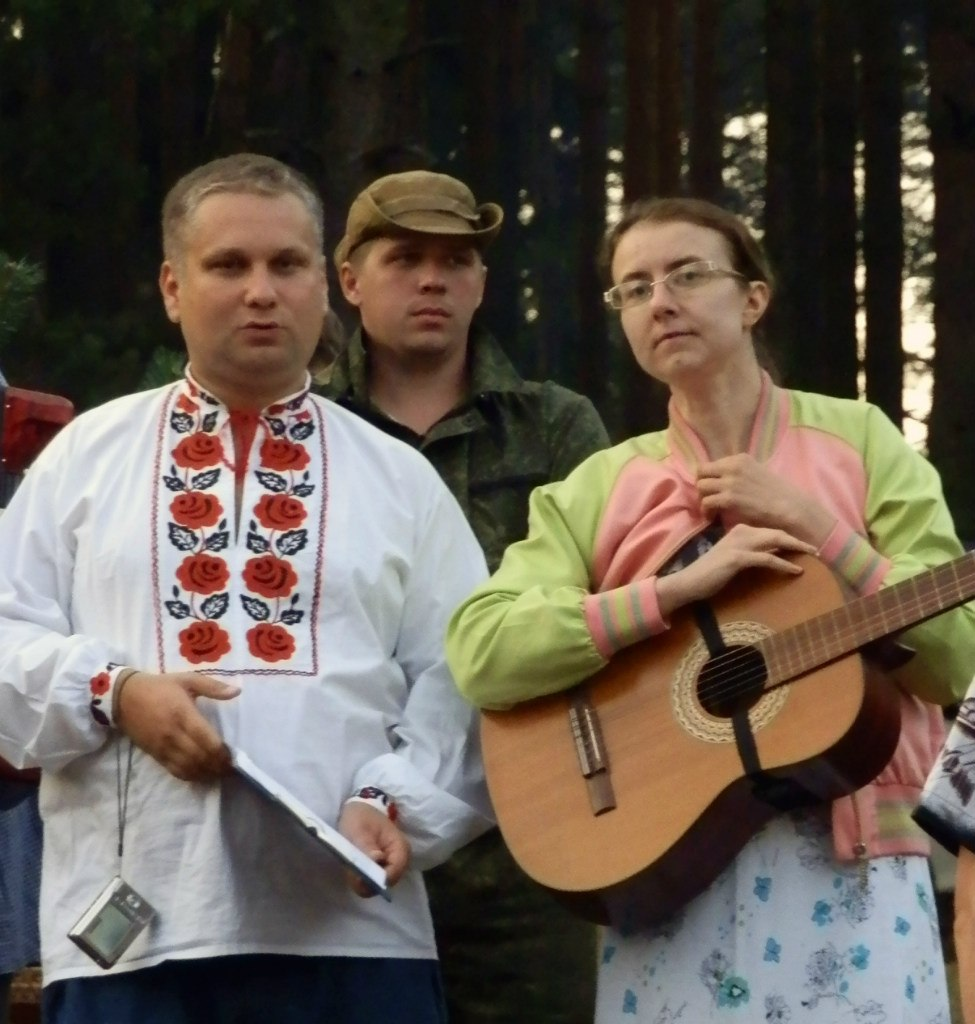
Учасники третього УМФР. Селігер. літо 2013 року

У 2005—2014 роках на березі озера щорічно проводився молодіжний форум «Селігер». Організатором форуму з 2005 є пропутінський молодіжний рух «Наші». Починаючи з 2009 форум курувався спільно з Федеральним агентством у справах молоді («Росмолодь»).
11-14 липня 2013 року на березі Селігера пройшов третій та останній Український молодіжний форум Росії .